# Szymanowice Duże
Szymanowice Duże (daw. Szymonowice Duże) – wieś sołecka w Polsce położona w województwie mazowieckim, w powiecie otwockim, w gminie Sobienie-Jeziory.
| SIMC    | Nazwa   | Rodzaj    |
| ------- | ------- | --------- |
| 0687971 | Celbuda | część wsi |
| 0687988 | Leśniki | część wsi |

Wierni Kościoła rzymskokatolickiego należą do parafii Matki Bożej Bolesnej w Mariańskim Porzeczu.
W latach 1975–1998 miejscowość administracyjnie należała do województwa siedleckiego.